# Governació de Zarqa
La governació o muhàfadha de Zarqa (àrab: محافظة الزرقاء, muḥāfaẓat az-Zarqāʾ) és una de les governacions o muhàfadhes del Regne Haiximita de Jordània, localitzada a l'est d'Amman, la capital jordana, i fronterera amb l'Iraq. La seu administrativa i ciutat principal és la localitat homònima de Zarqa. La segona ciutat més gran de la governació és Russeifa.
A la governació hi ha les bases aèries i militars més importants de les Forces Armades jordanes.

## Demografia
Hi viuen 838.000 persones (xifres del cens de 2007), distribuïdes en una superfície de 4.080 quilòmetres quadrats. La densitat de població és de 205,5 habitants per quilòmetre quadrat. El 94,5% són considerats població urbana, i només el 5,5% és rural. El 97% de la població el formen ciutadans jordans. Un 46% de la població són dones, contra un 54% de població masculina.

## Subdivisió administrativa
Zarqa es troba subdividida en tres departaments o nawahi (en singular nàhiya):
- Al-Qasaba (o Capital), amb seu a Zarqa
- Russeifa
- Haixemiya